# Ceuthocarpus
Ceuthocarpus là một chi thực vật có hoa trong họ Thiến thảo (Rubiaceae).

## Loài
Chi Ceuthocarpus gồm các loài: